# Ове жене после рата
„Ове жене после рата” је југословенски ТВ филм из 1967. године који је режирао Небојша Комадина.

## Улоге
| Глумац                | Улога |
| --------------------- | ----- |
| Олга Ивановић         |       |
| Добрила Матић         |       |
| Данило Бата Стојковић |       |